# USS LST-224
O USS LST-224 foi um navio de guerra norte-americano da classe LST que operou durante a Segunda Guerra Mundial.